# Lugares Indígenas Sagrados do Alto Xingu
Os Lugares Indígenas Sagrados do Alto Xingu são sítios arqueológicos ligados ao ritual de furação de orelha e ao início do ritual do Kuarup, dos índios do povo Waurá e do povo Kalapalo. Os locais indígenas sagrados são Kamukuwaká e Sagihengu.
Sagihengu é o local onde inicia-se o Kuarup e onde as comunidades indígenas alegam ter acontecido o primeiro Kuarup em tributo a uma mulher: a mãe. A cerimônia neste lugar homenageia a vida, ainda que seja uma cerimônia funerária. O ritual é uma cerimônia anual, realizado ao fim da estação seca, que acontece entre agosto e setembro. O ritual presta tributo póstumo a chefes e líderes indígenas. A cerimônia determina o final do luto e da tristeza, enquanto restaura a alegria, a vida e o início de um novo fase vital.
Na região situa-se a gruta Kamukuaká associada ritual do Kuarup. O território está cheio de inscrições rupestres. O tombamento contempla aos índios Waurá, que solicitaram a proteção do local à Coordenação de Proteção das Terras Indígenas (CPTI), da Fundação Nacional dos Povos Indígenas (Funai).